# Інтелектуальна гра
Інтелектуальна гра — це вид гри, що ґрунтується на застосуванні гравцями свого інтелекту й/або ерудиції. Як правило, у таких іграх учасникам треба відповідати на питання з різних сфер життя. Інтелектуальні ігри поширені в ЗМІ, у першу чергу, на телебаченні, де переможець нагороджується якими-небудь призами.

## Приклади інтелектуальних ігор
- Що? Де? Коли?
- Своя гра
- Інтелектуальні олімпіади
- Брейн-ринг
- Абитура
- Conquiztador
- геосоціальні ігри

## Мета й завдання інтелектуальних ігор у навчальній діяльності
- Пропагування наукових знань і розвиток у школярів інтересу до наукової діяльності.
- Виявлення обдарованих і талановитих дітей.
- Розвиток творчої активності дітей.
- Стимулювання розвитку інтелектуальних і пізнавальних можливостей дітей.
- Організація дозвілля учнів.
- Створення умов для самопізнання й самореалізації.